# Skibergsteigen bei den Olympischen Spielen
Skibergsteigen wird 2026 in Cortina d’Ampezzo erstmals auf dem Programm der Olympischen Winterspiele stehen. Im Jahr 2017 beschloss das IOC die Aufnahme der Sportart in das Programm der Olympischen Jugend-Winterspiele 2020. Am 20. Juli 2021 beschloss das IOC die Aufnahme der Sportart in das Wettkampfprogramm für die Olympische Winterspiele 2026.
Hier werden pro Geschlecht ein Sprint sowie eine Mixed-Staffel ausgetragen.

## Übersicht der Wettbewerbe
| Wettbewerb             | 24 | 28 | 32 | 36 | 48 | 52 | 56 | 60 | 64 | 68 | 72 | 76 | 80 | 84 | 88 | 92 | 94 | 98 | 02 | 06 | 10 | 14 | 18 | 22 | 26 | 30 | Gesamt |
| ---------------------- | -- | -- | -- | -- | -- | -- | -- | -- | -- | -- | -- | -- | -- | -- | -- | -- | -- | -- | -- | -- | -- | -- | -- | -- | -- | -- | ------ |
| Sprint – Männer        |    |    |    |    |    |    |    |    |    |    |    |    |    |    |    |    |    |    |    |    |    |    |    |    |    |    |        |
| Sprint – Frauen        |    |    |    |    |    |    |    |    |    |    |    |    |    |    |    |    |    |    |    |    |    |    |    |    |    |    |        |
| Staffel – Mixed        |    |    |    |    |    |    |    |    |    |    |    |    |    |    |    |    |    |    |    |    |    |    |    |    |    |    |        |
| Anzahl der Wettbewerbe |    |    |    |    |    |    |    |    |    |    |    |    |    |    |    |    |    |    |    |    |    |    |    |    |    |    |        |